# پایگاه هوایی رودخانه پاتوکسنت
پایگاه هوایی رودخانه پاتوکسنت (به انگلیسی: Naval Air Station Patuxent River) (به زبان بومی: Trapnell Field) یک فرودگاه با کد یاتا NHK است که یک باند فرود آسفالت دارد و طول باند آن ۳۵۹۹ متر است. این فرودگاه در کشور ایالات متحده آمریکا قرار دارد و در ارتفاع ۱۲ متری از سطح دریا واقع شده‌است. ستاد فرماندهی سیستم‌های هوایی نیروی دریایی در این پایگاه قرار دارد.